# Moringen
Moringen é uma cidade da Alemanha localizada no distrito de Northeim, estado de Baixa Saxônia.